# Mantella haraldmeieri
Mantella haraldmeieri är en art av groddjur som beskrevs av Busse 1981. Mantella haraldmeieri ingår i släktet Mantella och familjen Mantellidae. IUCN kategoriserar arten globalt som sårbar. Inga underarter finns listade i Catalogue of Life.